# Casa Labra
La Casa Labra és un bar-restaurant de Madrid situat molt prop de la Puerta del Sol (carrer de Tetuán, 12). Una placa situada a l'entrada afirma la seva existència des de 1860. És famosa per haver estat protagonista de la fundació del Partit Socialista Obrer Espanyol (PSOE) per Pablo Iglesias el 2 de maig de 1879, la qual cosa es recordada per una altra placa.

## Característiques
Es tracta d'un local en el qual es pot menjar dempeus (compta amb molt poques taules a la zona de bar). És especialment conegut per les tapes de bacallà fregit o tonyina amb tomàquet. Manté el servei separat: el menjar (tapes) es demana en una espècie de taquilla amb mostrador, i la beguda a la barra. Destaca un gran mirall de l'època on hi ha un cartell que resa "El que bien bebe hace lo que debe" ("El que beu bé fa el que deu"), recordant l'obligació d'abonar la consumició. En un apartat interior del local es pot seure i hi ha servei de taula. El local manté la decoració del segle xix. Adjacent hi ha el restaurant on es poden provar especialitats de la gastronomia de Madrid. Es pot accedir des de l'interior. Des de començaments del segle xxi s'ha habilitat una terrassa exterior que dona al carrer, això evita menjar dempeus.

## Especialitats
Aquest lloc de reunió s'ha especialitzat a servir «Soldaditos de Pavía» (bacallà arrebossat i fregit), croquetes de bacallà i daus de tonyina. Com beguda el típic es pendre cerveses (canyes) o vi (Valdepeñas). El restaurant posseeix bones especialitats en bacallà.